# Théâtre de la Concorde
Pour les articles homonymes, voir Cardin.
Le théâtre de la Concorde, ancien café des Ambassadeurs, théâtre des Ambassadeurs puis espace Pierre-Cardin, est un lieu artistique situé dans les jardins des Champs-Élysées, au 1, avenue Gabriel, dans le 8e arrondissement de Paris.
Propriété de la ville de Paris, il a ouvert en mars 2024 sous la direction d’Elsa Boublil et propose des ateliers, des débats et des tables rondes gratuits autour de sujets d’actualité de la vie démocratique. La programmation des spectacles (théâtre, danse, musique etc.) s’articule autour de mois thématiques : « les femmes », « la mémoire », « le corps », etc..
Le complexe est composé d'une grande salle (673 places), d'un studio polyvalent (150 places), d'un cinéma, d’un studio podcast, d'une salle d’exposition et d'un restaurant.

## Histoire

### Le café des Ambassadeurs (1772-1929)
La construction du café des Ambassadeurs est autorisée en 1772 par l'abbé Terray, contrôleur général des finances, sur un terre-plein des Champs-Élysées en bordure de la place de la Concorde (alors place Louis XV). Il doit son nom aux hôtels particuliers voisins édifiés par l'architecte Ange-Jacques Gabriel et qui étaient censés servir de logements à des ambassadeurs étrangers. En 1792, à la chute de la monarchie, le terrain devient propriété de la Ville de Paris, puis revient à la Restauration dans le domaine royal, avant que Charles X ne le cède définitivement à la ville en 1828. Son exploitation fait l'objet d'un bail, pratique qui a perduré jusqu'à nos jours.
C'est sous la direction de la veuve Ronzet, vers 1830, que les premiers chanteurs ambulants sont autorisés à se produire devant l'établissement de plein air, ouvert pour cette raison uniquement durant l'été. Le public prenant goût à ce genre de divertissement, l'établissement se transforme en café-concert en 1840, l'un de premiers du genre, à l'occasion de l'installation de l'éclairage au gaz des Champs-Élysées. Les artistes se produisent dans un kiosque en guise de scène, remplacé en 1843 par un pavillon de style néo-grec imaginé par l'architecte Jacques Hittorff, responsable de l'aménagement de l'avenue.
En 1847, trois auteurs et compositeurs de musique, Ernest Bourget, Paul Henrion et Victor Parizot, refusent de payer leurs consommations car leur musique y est jouée sans qu'ils reçoivent de droits d'auteur. Soutenus par l’éditeur Jules Colombier, ils intentent et gagnent des procès contre le cafetier. Forts de cette reconnaissance, ils décident de fonder une société pour représenter les créateurs et collecter leurs droits, donnant naissance à la Société des auteurs, compositeurs et éditeurs de musique (SACEM) le 28 février 1851.
Sous le Second Empire, les Ambassadeurs constituent l'une des principales attractions des Champs-Élysées, devenus lieu de divertissement à la mode depuis l'ouverture par Jacques Offenbach de ses Bouffes-Parisiens. Pierre Ducarre en prend la direction en 1874. Tout comme son concurrent direct et voisin l'Alcazar d'été, il engage de nombreuses vedettes de l'époque comme Thérésa, Paulus et Yvette Guilbert, orientant sa programmation vers la revue de music-hall. C'est à la demande de cette dernière qu'il fait couvrir en 1893 le jardin pour permettre les représentations par temps de pluie. Le Café-Concert des Ambassadeurs (1885), un pastel de Degas, donne une idée de l'ambiance qui y régnait à cette époque. Son neveu, Pinard, en association avec Chauveau et Eugène Cornuché, fondateur de Maxim's, lui succède en 1902 et entreprend des rénovations, laissant les rênes à ses associés en 1912.
Après une interruption due au déclenchement la Première Guerre mondiale, l'établissement est dirigé par le chansonnier Eugène Héros, puis par Raphaël Beretta et Léon Volterra, propriétaires du Casino de Paris, auxquels succèdent après la guerre Oscar Dufrenne et Henri Varna, eux-mêmes à la tête du Concert Mayol.
En 1925, Edmond Sayag, directeur du Casino-Kursaal d'Ostende, acquiert le bail pour y présenter des spectacles de music-hall « à l'américaine », le jazz étant devenu le genre musical à la mode depuis la fin de la guerre. Tout en conservant la façade d'Hittorff et la scène, il transforme la salle en créant une piste de danse et un balcon pour compenser la perte des places au parterre. L'inauguration a lieu le 25 mai 1926 sous l'appellation de restaurant-théâtre des Ambassadeurs avec Black Birds (en), une revue de Lew Leslie (en) venue de New York et capitalisant sur le succès de la Revue nègre présentée l'année précédente au théâtre des Champs-Élysées. Florence Mills en est l'interprète principale.
Les Ambassadeurs deviennent dès lors l'un des rendez-vous nocturnes les plus célèbres du monde pour les riches et les célébrités, ainsi qu'un modèle pour toutes les futures opérations de théâtres-restaurants qui devaient s'épanouir dans les années 1930. Parmi les plus grandes vedettes françaises qui assistent au spectacle, on peut citer Maurice Chevalier, Sacha Guitry, Yvonne Vallée, les Dolly Sisters, Raquel Meller et même Joséphine Baker. Cole Porter y crée La Revue des ambassadeurs le 10 mai 1928. Malgré cela, les coûts de fonctionnement ne permettent pas de dégager des profits suffisants. Alors que la saison estivale 1929 s'achève, Sayag annonce que les Ambassadeurs seront démolis pour faire place à un établissement entièrement repensé.

### Le théâtre des Ambassadeurs (1930-1969)
En juin 1930, le nouvel édifice dû à l'architecte Georges Wybo est inauguré sous le nom de théâtre des Ambassadeurs. Une salle de 900 places, toujours accessible par la place de la Concorde, jouxte un restaurant-théâtre. Exploité par les établissements Ciro's, celui-ci est dévolu aux dîners-spectacles et son entrée se situe désormais avenue Gabriel. Le projet initial de scène tournante permettant aux artistes de se produire tour à tour dans les deux lieux est par Commission de surveillance des théâtres pour des raisons de sécurité.
Souhaitant orienter la programmation de la grande salle vers le répertoire français, Sayag en confie successivement la direction artistique à Camille Wynn, Victor Sylvestre et Marie Bell. Parallèlement, les Conférences des Ambassadeurs données par des personnalités du monde politique, diplomatique ou des affaires, sont organisées à l'initiative notamment d'André David, Jules Cambon, François de Menthon, Pierre-Henri Teitgen et Marie-Claude Vaillant-Couturier.
La municipalité ayant rompu le bail en 1935, Sayag est remplacé par Albert Willemetz et Louis Meucci, avant que le dramaturge Henri Bernstein, également directeur du théâtre du Gymnase ne soit nommé en 1938. Le 3 janvier 1939, le conseil municipal de Paris a recours à la procédure d’urgence pour interdire la représentation des Parents terribles de Jean Cocteau, créée le 14 novembre précédent. Encouragé par le succès public et fort du soutien du ministre de l'Éducation nationale et des Beaux-Arts Jean Zay, Cocteau a proposé aux élèves de plus de seize ans des écoles de la Ville de Paris deux représentations gratuites mais le sujet sulfureux de la pièce lui vaut l'accusation, relayée par la presse d’extrême droite, d'incitation d'adolescents à la débauche et lui donnent dix jours pour quitter le théâtre.
Bernstein dirige la salle jusqu'à son exil en juin 1940 aux États-Unis. Quelques mois plus tôt, dans sa pièce Elvire, il avait dévoilé au public parisien l'existence des camps de concentration à travers le personnage d'une réfugiée autrichienne (rôle créé par Elvire Popesco), avant que les représentations ne soient interrompues par la bataille de France.
De 1940 à 1944, le théâtre est dirigé par la comédienne Alice Cocéa, qui se verra reprocher, à la Libération, son attitude sous l'Occupation.
Déchu de sa nationalité en 1941 par le gouvernement de Vichy car Juif, Henri Bernstein retrouve son poste à son retour en 1946 jusqu'à sa mort en 1953, où le poste revient à son administratrice, Gilberte Refoulé. Le théâtre est ensuite dirigé de 1962 à 1970 par le producteur Marcel Karsenty.

### L'espace Pierre-Cardin (1970-2023)

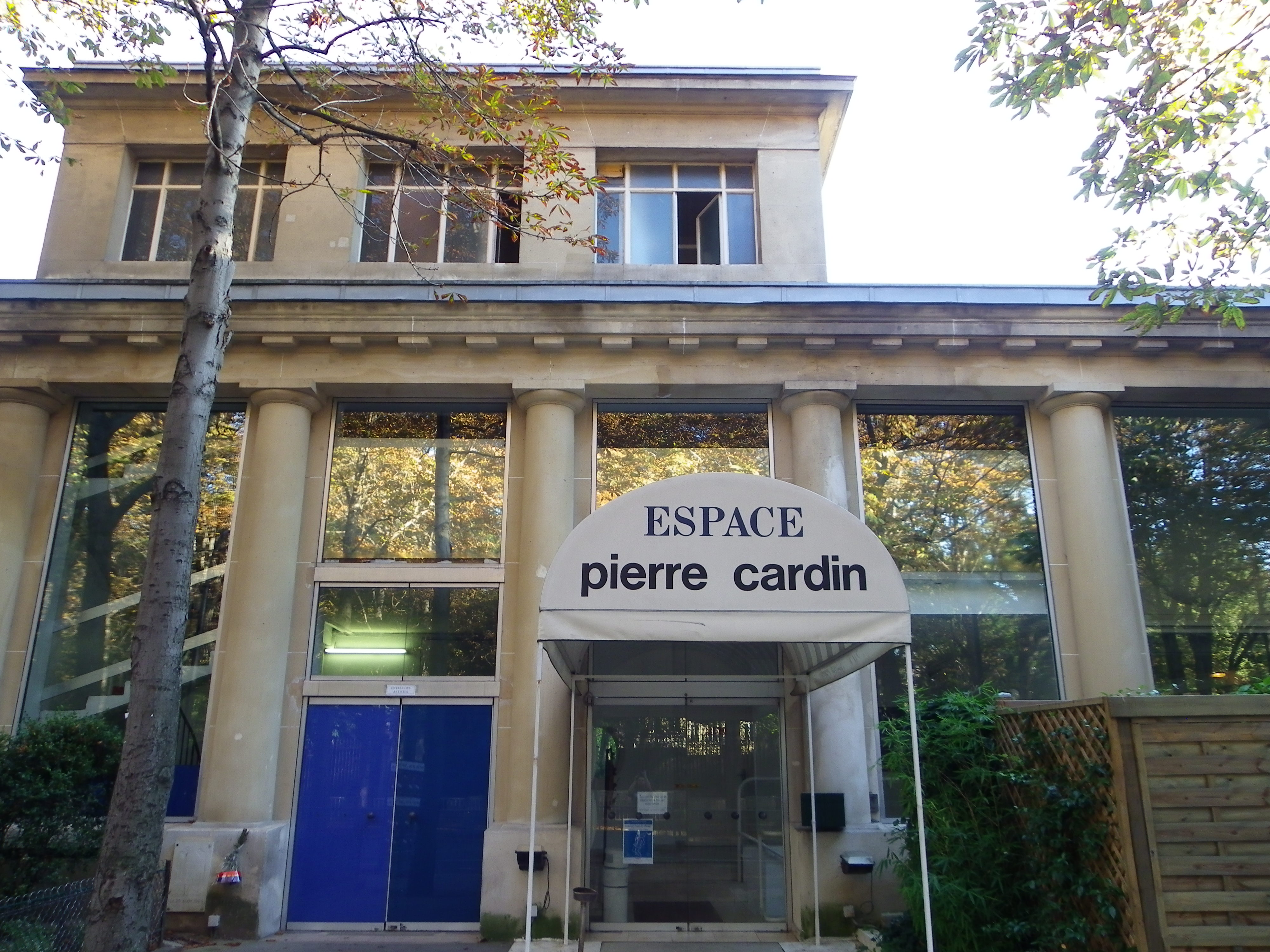
L'entrée de l'espace Pierre-Cardin en 2013.

En 1970, la mairie de Paris accorde sur proposition de Marcel Karsenty la concession du théâtre au couturier Pierre Cardin (1922-2020), déjà détenteur du bail du restaurant. Le lieu est rebaptisé espace Pierre-Cardin (également appelé « espace Cardin »).
À partir de 2006 et jusqu'en 2015, le lieu est dirigé par Nicolas Laugero Lasserre. Pendant cette période, l'espace est entièrement rénové.
En 2010, 50 théâtres privés parisiens réunis au sein de l’Association pour le soutien du théâtre privé (ASTP) et du Syndicat national des directeurs et tourneurs du théâtre privé (SNDTP), dont fait partie l'espace Cardin, décident d'unir leur force sous une enseigne commune : les Théâtres parisiens associés.
En 2016 à 2023, la ville de Paris met le lieu à disposition du théâtre de la Ville pendant la rénovation de ce dernier, place du Châtelet,,.

### Le théâtre de la Concorde (depuis 2024)
En 2024, la maire de Paris Anne Hidalgo décide de rebaptiser le lieu « théâtre de la Concorde » et, avec une nouvelle équipe, de dédier le lieu à l’art et la démocratie,. Il est composé d'une salle à l'italienne à trois niveaux, la salle Joséphine-Baker, d'une petite salle, le studio Pierre-Cardin, d'une salle de cinéma, d'une salle de podcast, d'une  salle d’exposition, d'une scène extérieure et d'un restaurant.
Jauge
- théâtre : 673 places
- salle de restaurant : 460 m²
- salle polyvalente : 400 m²
- salle de conférence avec écran : 75 places
- Rotonde : 150 m²

## Répertoire

### Café-concert des Ambassadeurs

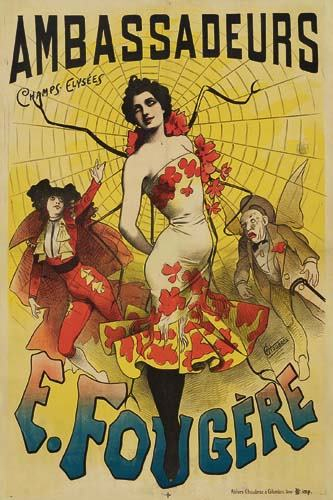
Eugénie Fougère aux Ambassadeurs, affiche d'Alfred Choubrac (avant 1902).

- 1875 : Persivani et Vandevelde, Les Martinettes, Mlle Bécat
- 1876 : Le Charmeur d'oiseaux, L'Avaleur de sabres, Les Frères Léopold, M. Gabel, duo Geneviève de Brabant, des deux hommes d'armes
- 1877 : La Fête des mitrons par Bienfait et Les Mogolis, paroles Félix Baumaine et Charles Blondelet, musique d'Édouard Deransart, Stewart et H. Dare, Les Mogolis,
- 1878 : Tableau de la troupe du Café-concert des Ambassadeurs, Ohé ! Coco par Mme Élise Faure : Vous n'auriez pas vu Co-Co ?
- 1880 : Miss Jenny Mills, chanteuse et danseuse anglaise, les Frères Léo
- 1881 : Johnsonlee équilibriste
- Hector et Fave
- Plessis dit le Caméléon incomparable
- La Revue en fêtes, revue en 1 acte et 4 tableaux de Jules Roques et Hugues Delorme

### Théâtre des Ambassadeurs
- 1925 : Gina Palerme
- 1926 : Blackbirds of 1926, spectacle de Lew Leslie (en) avec Florence Mills, Edith Wilson et Johnny Hudgins, l'orchestre Plantation et 12 girls dont Ruth Virginia Bayton (28/05), en alternance avec la revue Dixie to Paris de Leslie.
- 1928 : Le Cercle de William Somerset Maugham, mise en scène Lucien Rozenberg (21/11)
- 1931 : Comtesse Maritza opérette d'Emmerich Kálmán (07/05)
- 1931 : Le Cyclone de William Somerset Maugham, mise en scène Jacques Baumer (01/10)
- 1932 : Il était une fois… de Francis de Croisset, mise en scène Harry Baur (12/02)
- 1932 : Maria d'Alfred Savoir (26/10)
- 1932 : Édition spéciale de Louis Weitzenhorn
- 1933 : Lundi 8 heures de George S. Kaufman et Edna Ferber, mise en scène Jacques Baumer (21/04)
- 1934 : Sud de Paluel-Marmont (03/05)
- 1934 : Miss Ba de Rudolf Besier, mise en scène Lugné-Poe (03/10)
- 1934 : Pranzini d'André Pascal et Henri-Robert
- 1934 : Boccace conte 19, pièce en 3 actes et 5 tableaux de Julien Luchaire
- 1935 : Y'avait un prisonnier de Jean Anouilh (20/03)
- 1936 : Le Pélican ou Une étrange famille de Francis de Croisset d'après William Somerset Maugham (16/12)
- 1937 : À cheval sur la mer de John Millington Synge, mise en scène Georges Douking
- 1937 : Pacifique, scènes de la vie polynésienne de Henri-René Lenormand, mise en scène Alice Cocéa
- 1938 : La Dame de bronze et le Monsieur de cristal de Henri Duvernois, mise en scène Alice Cocéa
- 1938 : Le Misanthrope de Molière, mise en scène Sylvain Itkine (14/05)
- 1938 : Noces de sang de Federico García Lorca, mise en scène Marcel Herrand
- 1938 : La Cruche Cassée d'Heinrich von Kleist, mise en scène Georges Douking
- 1938 : Le Coup de Trafalgar de Roger Vitrac, mise en scène Sylvain Itkine (20/08)
- 1938 : Les Parents terribles de Jean Cocteau, mise en scène Alice Cocéa (14/11)
- 1939 : Histoire de rire d'Armand Salacrou, mise en scène Alice Cocéa
- 1940 : Elvire de Henri Bernstein (31/01)
- 1941 : Le Mariage en trois leçons de Julien Luchaire, mise en scène Jacques Grétillat
- 1941 : Maison de poupée de Henrik Ibsen
- 1941 : Échec à Don Juan de Claude-André Puget, mise en scène Alice Cocéa (19/12)
- 1943 : Clotilde du Mesnil de Henry Becque, mise en scène Alice Cocéa (avril)
- 1943 : Mais n'te promène donc pas toute nue ! de Georges Feydeau, mise en scène Alice Cocéa (avril)
- 1944 : La Femme du boulanger pièce en 3 actes de Jean Giono, mise en scène Alice Cocéa (20/05)
- 1944 : Une grande fille toute simple d'André Roussin, mise en scène Louis Ducreux
- 1944 : Au rendez-vous des anges
- 1946 : La Route des Indes de Jacques Deval d'après Ronald Harwood
- 1946 : Charivari Courteline 8 pièces de Georges Courteline, mise en scène Jean Mercure (20/04)
- 1946 : Le Fleuve étincelant pièce en 3 actes de Charles Morgan, mise en scène Jean Mercure (avril)
- 1946 : Le Secret de Henri Bernstein, mise en scène Pierre Dux (12/10)
- 1948 : Voyage à Washington ou Ferrailles à vendre de Garson Kanin, mise en scène Henri Bernstein (08/04)
- 1948 : Nous irons à Valparaiso de Marcel Achard, mise en scène Pierre Blanchar
- 1949 : La Soif de Henri Bernstein (09/02)
- 1950 : Le Voyage de Henry Bataille, mise en scène Henri Bernstein
- 1950 : Victor de Henri Bernstein, mise en scène de l'auteur (05/10)
- 1951 : Ô Ma Maîtresse de Jacques Deval d’après Terence Rattigan (22/05)
- 1952 : Évangéline de Henri Bernstein, mise en scène de l'auteur (02/10)
- 1953 : Crime parfait de Frederick Knott, mise en scène Georges Vitaly (28/03)
- 1954 : Le Mari, la Femme et la Mort d'André Roussin, mise en scène Louis Ducreux (19/02)
- 1955 : Espoir de Henri Bernstein, mise en scène de l'auteur (16/09)
- 1955 : Le Troisième Jour de Ladislas Fodor, mise en scène Victor Francen (30/11)
- 1956 : Appelez-moi Maître ou Tamara de Gabriel Arout et Renée Arout, mise en scène Jacques Charon(16/03)
- 1956 : Le Miroir d'Armand Salacrou, mise en scène Henri Rollan (22/09)
- 1956 : Fodéba Keïta et Les Ballets africains
- 1957 : Celles qu'on prend dans ses bras d'Henry de Montherlant, mise en scène Victor Francen (01/02)
- 1957 : La Magicienne en pantoufles de John Van Druten, mise en scène Louis Ducreux (25 mars)
- 1957 : La Prétentaine de Jacques Deval, mise en scène Robert Manuel (20 septembre)
- 1958 : Deux sur la balançoire de William Gibson, adaptation Louise de Vilmorin, mise en scène Luchino Visconti (février)
- 1959 : Une histoire de brigands de Jacques Deval (4 décembre)
- 1960 : La Nuit du 9 mars de Jack Roffey[18] et Gordon Harbord[19], adaptation Roger Féral, mise en scène Henri Soubeyran
- 1960 : Impasse de la fidélité d'Alexandre Breffort, mise en scène Jean-Pierre Grenier
- 1961 : Adélaïde de Jean-Louis Curtis, mise en scène Daniel Ceccaldi
- 1962 : La Reine galante d'André Castelot, mise en scène Jean-Pierre Grenier
- 1963 : La Robe mauve de Valentine de Françoise Sagan, mise en scène Yves Robert (16/01)
- 1963 : Adieu prudence de Leslie Stevens, adaptation Pierre Barillet et Jean-Pierre Gredy, mise en scène Jacques Mauclair (10/05)
- 1964 : Photo-finish pièce en 3 actes de Peter Ustinov, mise en scène de l'auteur (16/01)
- 1965 : Au revoir Charlie de George Axelrod, mise en scène François Périer (15/01)
- 1965 : Secretissimo de Marc Camoletti, mise en scène Jacques Charon (02/10)
- 1965 : L'Ascension du Général Fitz de Peter Ustinov, mise en scène Pierre Dux
- 1966 : L’amour, vous connaissez ? de Bill Manhoff, mise en scène Raymond Gérôme (01/03)
- 1966 : Les Monstres sacrés de Jean Cocteau, mise en scène Henri Rollan (septembre)
- 1966 : Croque-Monsieur de Marcel Mithois, mise en scène Jean-Pierre Grenier (09/12)
- 1967 : La Vie sentimentale de Louis Velle, mise en scène Michel Fagadau
- 1967 : Marius de Marcel Pagnol, mise en scène René Sarvil (31/03)
- 1967 : L'Ascension du général Fitz de Peter Ustinov, mise en scène Pierre Dux (29/09)
- 1968 : C'est malin ! de Fulbert Janin, mise en scène Michel Roux (19/01)
- 1968 : Le Cheval évanoui de Françoise Sagan, mise en scène Jacques Charon (29/03)
- 1968 : La Dame de Chicago de Frédéric Dard, mise en scène Jacques Charon (21/09)
- 1969 : Frédéric de Robert Lamoureux, mise en scène Pierre Mondy (16/05)
- 1969 : Échec et Meurtre de Robert Lamoureux, mise en scène Jean Piat (13/09)
- 1969 : Le Soldat inconnu et sa femme de Peter Ustinov, mise en scène de l'auteur

### Espace Cardin
- 1970 : Ballets Félix Blaska : 3 mouvements (Walter Carlos), Pas de deux (Sergueï Prokofiev), Sonate pour deux pianos et percussion (Béla Bartók), Electro Bach, Tam-tam et percussion (Jean-Pierre Drouet, Pierre Cheriza)
- 1970 : Ars nova
- 1970 : Les Évasions de monsieur Voisin texte collectif, mise en scène Jacques Nichet (27/12)
- 1971 : Les Bonnes de Jean Genet, mise en scène Víctor García (08/03
- 1971 : Le borgne est roi de Carlos Fuentes, mise en scène Jorge Lavelli (19/04)
- 1971 : Prologue au regard du sourd de Bob Wilson (28/05)
- 1972 : Eugénie Kopronime de René-Nicolas Ehni, mise en scène Jacques Rosny
- 1972 : Donna mobile 2 de Claude Prey, mise en scène Roger Kahane (24/10)
- 1972 : Par delà les marronniers de Jean-Michel Ribes, mise en scène de l'auteur (28/10)
- 1973 : Home de David Storey, mise en scène Claude Régy (24/01)
- 1973 : Isma de Nathalie Sarraute, mise en scène Claude Régy (05/02)
- 1973 : Isaac théâtre musical de Michel Puig, mise en scène Claude Régy (24/02)
- 1973 : Les Belles-sœurs de Michel Tremblay
- 1974 : La Chevauchée sur le lac de Constance de Peter Handke, mise en scène Claude Régy (09/01)
- 1975 : Hôtel Baltimore, mise en scène d'Alexandre Arcady, avec Gérard Chambre et Dora Doll
- 1975 : On loge la nuit-café à l'eau de Jean-Michel Ribes, mise en scène de l'auteur (28/10)
- 1976 : Affabulazione de Pier Paolo Pasolini, mise en scène Peter Lotschak (05/04)
- 1976 : Le Genre humain de Jean-Edern Hallier, mise en scène Henri Ronse (10/11)
- 1977 : Ballets Félix Blaska : Schuber- tiade, Quatre Pièces (Anton Webern), Fantasiestücke » (Robert Schumann), Tu es cela
- 1978 : Almira de Pierre-Jean de San Bartholomé, mise en scène de l'auteur
- 1982 : Le Théâtre de Brel, de Claude Cortesi, mise en scène de Claude Cortesi
- 1985 : Fool for love de Sam Shepard, mise en scène Andréas Voutsinás (15/11)
- 1986 : La Villa bleue de Jean-Claude Brisville, mise en scène Pierre Boutron (12/09)
- 1987 : Un cœur comme les autres  de Larry Kramer, mise en scène Raymond Acquaviva
- 1989 : La Machine infernale de Jean Cocteau, mise en scène Jean Marais
- 1991 : Mères, portraits d'Arnold Wesker, mise en scène Patrice Kerbrat (07/10)
- 1992 : La Folle de Chaillot, ballet de Rodion Chtchedrine, chorégraphie Gigi Caciuleanu, avec Maïa Plissetskaïa
- 1999 : La Cerisaie d'Anton Tchekhov, mise en scène Georges Wilson (02/02)
- 1999 : Se trouver de Luigi Pirandello, mise en scène Jean-Claude Amyl (21/09)
- 1999 : Dali Folies de Robert Arnoult et Jacques Darcy d'après des textes de Salvador Dalí, mise en scène Jacques Darcy (03/12)
- 1999 : Des saisons en enfer de Pierre Bourgeade et Marius Constant, mise en scène Daniel Mesguich (23/12
- 2000 : Outrage aux mœurs, les trois procès d’Oscar Wilde de Moisés Kaufman, adaptation Jean-Marie Besset, mise en scène Thierry Harcourt (03/02)
- 2000 : Donella Del Monaco chante Paris, Berlin, Venise de Reynaldo Hahn, Donella Del Monaco, Erik Satie, Arnold Schönberg, mise en scène Pier-Paolo Koss (25/05)
- 2000 : L'Air de Paris de Jacques Pessis, mise en scène Thierry Harcourt, avec Patrick Dupond et Manon Landowski (07/11)
- 2001 : Le Nouveau Message du Yin et du Yang de Johnny Zhou, mise en scène Jerry Zhang (18/01)
- 2001 : Tristan et Iseut de Jacques Berthel et Marc Demelemester, mise en scène Thierry Harcourt (22/05)
- 2002 : Marie Hasparren de Jean-Marie Besset, mise en scène Jacques Rosner (20/02)
- 2002 : Carlotta de Frank Bertrand, mise en scène Thibaut Chatel (13/11)
- 2003 : Le soleil n'est plus aussi chaud d'Aldo Nicolaï, mise en scène Thierry Lavatt (29/01)
- 2003 : Et si on chantait de Jacques Pessis, mise en scène Glysleïn Lefever, Rubia Matignon, David Bréval (07/11)
- 2004 : Jésus la Caille, adapté du roman Jésus-la-Caille de Francis Carco, mise en scène Jacques Darcy (16/04)
- 2004 : Régine (14/09)
- 2004 : Jeanne Mas (27/09)
- 2004 : Pawana de J. M. G. Le Clézio, mise en scène Dora Petrova (27/10)
- 2004 : Dali Folies de Robert Arnoult et Jacques Darcy d'après des textes de Salvador Dalí, mise en scène Dominique Boitel (03/12)
- 2005 : Les Mots d'amour de Micha Olmanoff, Nicolas Pélacy, mise en scène Ariane Fandeux (26/05)
- 2006 : Gouttes de Chants de et par Gérard Chambre
- 2006 : Gorki, l'exilé de Capri de Jean-Marie Rouart, mise en scène Jacques Rosner, 01/12
- 2008 : Le Point sur Robert par Fabrice Luchini, lectures de textes de Paul Valéry, Roland Barthes, Chrétien de Troyes et Molière (24/12)
- 2009 : Le Point sur Robert par Fabrice Luchini, lectures de textes de Paul Valéry, Roland Barthes, Chrétien de Troyes et Molière (22/12)
- 2009 : Don Quichotte de Gérard Chambre et Fabrice Coccito
- 2009 : Brel-Piaf avec Gérard Chambre, Irène Roussel, Franck Monbaylet au piano
- 2010 : Footloose de Walter Bobbie et Dean Pitchford (12/10)
- 2010 : Aldo Romano (04/11)
- 2010 : Le Chat botté de Charles Perrault (21/12)
- 2011 : Années poétiques, hommage à Serge Gainsbourg avec Enzo Enzo (08/02)
- 2011 : Le Juif de Gianni Clementi, mise en scène Enrico Maria Lamanna (07/05)
- 2011 : Hairspray de Marc Shaiman, Mark O'Donnell et Thomas Meehan (22/12)
- 2012 : Psyché de Magali Lesueur (11/06)

Divers
- Première émission Champs-Élysées le 16 janvier 1982
- Les Voyageurs de Nietzsche et Lou Andreas-Salomé
- Soirée de gala en l'honneur des quatre-vingts ans d'Alain Daniélou, avec la participation notamment de Mady Mesplé et de Gabriel Matzneff, le 19 octobre 1987
- Salon de l'Analyse technique tous les ans à la fin mars, depuis 2003
- Élection de Mister France 2005, le 9 décembre 2004
- Intime, spectacle de RoBERT en juin 2005
- Concert de Norah Jones, le 10 février 2010
- Concert Magda et Ellen Allien, le 13 juillet 2011
- J'ai le type même d'une fille sans type de Crystal Lesser pour une présentation du spectacle à la presse, le 20 février 2012

## Conférences
- 1933 : Léon Blum - Jean Jaurès (16/02)
- 1933 : Sur les sommets (11/06)
- 1934 : Xavier Vallat - La Vérité sur la franc-maçonnerie (27/04)
- 1936 : Léon Daudet (22/02)
- 1936 : L'État moral de la France (16/10)
- 1937 : Joseph Caillaux - Richelieu (15/01)
- 1937 : Joseph Caillaux - L'État de la France (29/01)
- 1937 : Edmond Barrachin - Le Parti social français devant le pays (21/05)
- 1938 : Bruno de Solages (22/01)
- 1938 : Jacques Maritain - Les Juifs parmi les nations (05/02)
- 1938 : Philippe Henriot (05/02)
- 1938 : Philippe Henriot - La Trêve (27/10)
- 1938 : Henri Pichot - Le Gouvernement de Salut Public (04/11)
- 1938 : Geneviève Tabouis - L'Angoisse autour du drame autrichien
- 1939 : Jacques Maritain - Le Crépuscule de la civilisation (08/02)
- 1939 : Paul Van Zeeland (15/03)
- 1939 : Duff Cooper et Richard Coudenhove-Kalergi : L'Europe de demain (17/05)
- ? : Willy Coppens : Le roi Albert Ier de Belgique (12/04)
- 1942 : Georges Pelorson, directeur de la propagande (15/01)
- 1943 : Paul Souchon - Frédéric Mistral (09/11)
- 1956 : Jacques Soustelle : Vérités sur l'Algérie (02/03)
- 1956 : Jacques Soustelle : Que faire en Algérie (21/03)
- 1956 : Jacques Soustelle : L'Orient, foyer de guerre (23/11)
- 1956 : Philippe de Vendeuvre - Les Manuscrits de la mer Morte (14/12)
- 1957 : Gérard Jaquet - La Radiodiffusion-télévision française, ce qu'elle était, ce qu'elle sera (27/03)
- 1958 : Édouard Bonnefous - Les Autoroutes (14/12)
- 1958 : Roger Frey : L'UNR, sa victoire, son avenir (19/12)
- 1959 : Jacques Soustelle - Le Sahara d'aujourd'hui et la France de l'an 2000 (26/05)
- 1960 : Jacques Soustelle - Après l'échec du sommet, l'Algérie et l'Ouest (02/06)
- 1963 : Maurice Herzog (16/05)
- 1966 : Paul Delouvrier - L'Aménagement de la région de Paris (06/02)
- 1966 : Dialogue entre Jacob Kaplan grand-rabbin de France et le père Jean Daniélou (10/02)
- 1968 : Maurice Grimaud - La Circulation à Paris (28/03)
- 1968 : Georges Gallienne : Paris 2000 ou Paris 1900 (11/10)
- 1969 : Jean Chenevier - L'Éducation permanente (27/03)
- 1972 : Robert Bordaz - Le Centre Beaubourg, nouvelle approche de l'architecture et de la culture (18/04)

## Expositions
- Frans Krajcberg, avril 1972.
- La Couleur dans la rue : exposition organisée par Pierre Cardin en juin 1977 avec Jean Joyet.
- Claude Gozlan, 1983[20].
- Fred Forest transforme l’espace en « centre du monde de la communication électronique planétaire » en septembre 1999[21].
- Pál Sarkozy et Werner Hornung en avril 2010[22].

## Sources
- Jardins des Champs-Élysées sur le site Mon village : le faubourg du Roule et ses environs (consulté le 30 décembre 2008
- Marine Costille, Spectacles au music-hall : Le cas de quatre salles parisiennes (1917-1940) [Mémoire de master sous la direction de Pascale Goetschel, Histoire, 2016], Université Panthéon-Sorbonne, UFR Histoire, HAL dumas-01417493 (en ligne)